# Piramidă triunghiulară alungită
În geometrie piramida triunghiulară alungită este un poliedru convex construit prin alungirea unui tetraedru prin atașarea unei prisme triunghiulare la baza acestuia. Este poliedrul Johnson (J7 ). Având 7 fețe, este un heptaedru.
Ca orice piramidă alungită, poliedrul rezultat este autodual din punct de vedere topologic, dar nu și din punct de vedere geometric.

## Mărimi asociate
Următoarele formule pentru înălțime h, arie Ași volum sunt stabilite pentru lungimea laturilor tuturor poligoanelor (care sunt regulate) a:
{\displaystyle h=\left(1+{\frac {\sqrt {6}}{3}}\right)\,a\approx 1,816497\,a\,,}
{\displaystyle A=\left(3+{\sqrt {3}}\right)a^{2}\approx 4,732051\,a^{2},}
{\displaystyle V={\frac {{\sqrt {2}}+3{\sqrt {3}}}{12}}\,a^{3}\approx 0,550864\,a^{3}.}
Dacă laturile nu au aceeași lungime, se calculează separat mărimile corespunzătoare piramidei și prismei și se adună.

## Poliedre și faguri înrudiți
| Piramidă digonală alungită | Piramidă triunghiulară alungită | Piramidă pătrată alungită | Piramidă pentagonală alungită | Piramidă hexagonală alungită | Piramidă heptagonală alungită | ... | Con alungit |
| -------------------------- | ------------------------------- | ------------------------- | ----------------------------- | ---------------------------- | ----------------------------- | --- | ----------- |
|                            |                                 |                           |                               |                              |                               |     |             |

### Poliedru dual
Topologic, piramida triunghiulară alungită este propriul său dual. Din punct de vedere geometric, dualul are șapte fețe neregulate: un triunghi echilateral, trei triunghiuri isoscele și trei trapeze isoscele.
| Dualul piramidei triunghiulare alungite | Desfășurata dualului |
| --------------------------------------- | -------------------- |
|                                         |                      |

### Faguri
Piramida triunghiulară alungită poate tesela spațiul împreună cu piramide pătrate și/sau octaedre.